# João de Melo Barreto
João Carlos de Melo Barreto GCC (3 de Junho de 1873 - Madrid, 26 de Janeiro de 1935), foi um jornalista, político, tradutor e diplomata português.

## Biografia

### Nascimento
Nasceu em 3 de Junho de 1873.

### Carreira jornalística
Desde muito novo, dedicou-se ao jornalismo, tendo sido apoiado por Leonildo de Mendonça e Costa. Começou a trabalhar no jornal A Tarde, tendo depois exercido como reactor nos periódicos Arte Musical, Correio Nacional, O Reporter, Jornal da Noite, e Diário Ilustrado, e colaborado em vários outros jornais, como o Gabinete dos Repórters, Revista Teatral, Amphion, Echos da Avenida, Ocidente, e a Gazeta dos Caminhos de Ferro. Também foi correspondente do jornal brasileiro O Paiz. Celebrizou-se especialmente pelo seu trabalho no jornal Novidades, onde por vezes substituía Emídio Navarro. Dedicou-se principalmente ao jornalismo político. Fundou e foi sócio da Associação de Jornalistas.

### Carreira artística
Também se interessou pelo palco, tendo-se dedicado à crítica teatral e escrito a opereta em 1 acto As Violetas, a ópera cómica Em Pé de Guerra, junto com Campos Júnior, e a revista Vivinha a Saltar, em colaboração com Câmara Lima, que foi representada no Teatro da Rua dos Condes.
Exerceu igualmente como tradutor, tendo trabalhado em obras de Georges Bataille, Eduard Bernstein, Liev Tolstói, Robert de Flers e outros autores.

### Carreira política
Apoiante do Partido Regenerador, era apoiado por Hintze Ribeiro, e, após a morte deste estadista, integrou-se na falange de António Teixeira de Sousa. Tornou-se deputado em 1904, tendo, posteriormente, representando no Parlamento os Distritos de Vila Real e Beja. Aderiu à República após a sua implantação, tendo exercido, primeiro, como redactor da Câmara dos Deputados, e depois como director geral do Congresso da República. Entre Agosto de 1917 e Fevereiro de 1918, ocupou o cargo de delegado de Portugal no Comité Permanente Internacional de Acção Económica, e representou o país na Conferência Inter-Parlamentar do Comércio, em Roma. Filiou-se no Partido Republicano Português, tendo sido Ministro dos Negócios Estrangeiros entre 1919 e 1920. Na altura da sua morte, exercia como embaixador de Portugal em Madrid.

### Morte
Morreu em Madrid, às 19 horas do dia 26 de Janeiro de 1935.

## Condecorações[1][2][3]
Foi agraciado com: 
- Cavaleiro de Grã-Cruz da Ordem da Coroa da Itália de Itália (? de ? de 18??)
- Grã-Cruz da Ordem Militar de Nosso Senhor Jesus Cristo de Portugal (? de ? de 18??)
- Excelentíssimo Senhor Grã-Cruz da Real e Distinguida Ordem Espanhola de Carlos III de Espanha (? de ? de 18??)
- Excelentíssimo Senhor Grã-Cruz da Real Ordem de Isabel a Católica de Espanha (? de ? de 18??)
- Grã-Cruz da Real Ordem Norueguesa de Santo Olavo da Noruega (? de ? de 18??)
- Grã-Cruz da Ordem de São Carlos do Mónaco (? de ? de 18??)
- Grã-Cruz da Ordem do Nilo do Egipto (? de ? de 18??)
- Grã-Cruz da Ordem El Sol do Peru (? de ? de 18??)
- Comendador da Ordem Nacional da Legião de Honra de França (? de ? de 18??)
- Comendador da Ordem da Águia Vermelha da Prússia e da Alemanha (? de ? de 18??)
- Comendador da Ordem do Mérito do Chile (? de ? de 18??)